# Državna cesta D109
D109 je državna cesta u Hrvatskoj. 
Nalazi se na Dugom otoku i jedna je od triju državnih cesta na otoku. Prolazi kroz naselja Veli Rat, Soline, Dragove, Brbinj, Savar, Žman, Zaglav i Sali, te završava u uvali Telašćica.
Ukupna duljina iznosi 44,4 km.